# Wasserkraftwerk Cahua
Das Wasserkraftwerk Cahua (span. Central Hidroeléctrica Cahua) befindet sich am Río Pativilca im zentralen Westen von Peru, 170 km nördlich der Landeshauptstadt Lima. Das Kraftwerk liegt im Distrikt Manás in der Provinz Cajatambo der Verwaltungsregion Lima.
Das Wasserkraftwerk befindet sich in der peruanischen Westkordillere knapp 60 km von der Pazifikküste entfernt. Es liegt auf einer Höhe von 880 m am linken Flussufer des Río Pativilca. Die Siedlung Cahua liegt 3,5 km südwestlich der Anlage. Das Kraftwerk wurde im November 1967 in Betrieb genommen. Im Jahr 2003 übernahm SN Power Perú die Anlage. Seit 2014 wird das Kraftwerk von Statkraft betrieben. Das Kraftwerk wird seit Mitte der 2010er Jahre von einer Warte in Lima aus gesteuert.
Das Wasserkraftwerk besitzt zwei vertikal gerichtete Francis-Turbinen. Die installierte Leistung beträgt 43 MW. Die durchschnittliche jährliche Energieproduktion liegt bei 290 GWh. Das Kraftwerk nutzt eine Fallhöhe von 219 m. Die Ausbauwassermenge beträgt 22 m³/s.
12 Kilometer flussaufwärts befindet sich ein Wehr (⊙) am Río Pativilca. Unterhalb diesem wird ein Teil des Flusswassers abgeleitet und über eine etwa 10 km lange unterirdische Wasserleitung dem Kraftwerk zugeführt.